# Рэндалл, Эмма
Эмма Рэндалл (англ. Emma Randall; в замужестве Макдональд (англ. McDonald); родилась 26 июня 1985 года, Мельбурн, штат Виктория, Австралия) — австралийская профессиональная баскетболистка, выступала в женской национальной баскетбольной лиге (ЖНБЛ). Играла в амплуа тяжёлого форварда и центровой. Чемпионка женской НБЛ (2005).
В составе национальной сборной Австралии она выиграла серебряные медали Олимпийских игр 2008 года в Пекине, кроме того стала победительницей чемпионата мира 2006 года в Бразилии и чемпионата Океании 2007 года Новой Зеландии.

## Ранние годы
Эмма Рэндалл родилась 26 июня 1985 года в городе Мельбурн (штат Виктория).